# لويجي كياريني
لويجي كياريني (روما، 20 يونيو 1900 - روما، 12 نوفمبر 1975) هو ناقد ومُنظر سينمائي إيطالي مُخضرم، وأستاذ جامعي وسيناريست ومخرج، كان له دور بارز وملحوظ في النقد السينمائي وتأثير واسع في هذا المجال.